# Asplenium umbrosum
Asplenium umbrosum là một loài dương xỉ trong họ Aspleniaceae. Loài này được Vill. mô tả khoa học đầu tiên năm 1786.
Danh pháp khoa học của loài này chưa được làm sáng tỏ. 